# Хока (город, Миннесота)
Хока (англ. Hokah) — город в округе Хьюстон, штат Миннесота, США. На площади 1,9 км² (1,8 км² — суша, водоёмов нет), согласно переписи 2002 года, проживают 614 человек. Плотность населения составляет 332,1 чел./км².
- Телефонный код города — 507
- Почтовый индекс — 55941
- FIPS-код города — 27-29510[1]
- GNIS-идентификатор — 0645066[2]